# Inocenc IV.

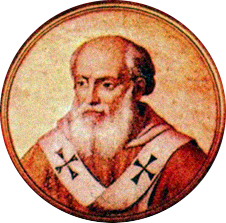
Portrét papeže Inocence IV. v bazilice sv. Pavla za hradbami

Inocenc IV. (cca 1195 Janov nebo Manarola – 7. prosince 1254 Řím), vlastním jménem Sinibaldo de Fieschi, byl papežem v letech 1243 až 1254. Vzhledem ke svým studiím práva v Parmě a Bologni patřil k nejvýznamnějším církevním právníkům své doby.

## Život
Předchůdcem Inocence IV. byl Celestýn IV., který vládl pouhých 17 dní. Počínání Inocence IV. tedy spíše navazuje na pontifikát Řehoře IX. Ten měl s německým císařem Fridrichem II. vážné spory, jež pramenily ze zápasu o nezávislost církve a neochoty císaře podvolit se papežské moci. Po úmrtí Řehoře IX. Fridrich vkládal velké naděje do kardinála de Fieschi, který byl 25. června 1243 zvolen papežem jako Inocenc IV. Jeho očekávání se však nenaplnilo, Inocenc IV. nehodlal slevit na svých požadavcích vůči císaři. Následujícího roku pak svolal do Lyonu koncil, známý jako 1. lyonský koncil, který měl císaře sesadit. Císař dostal možnost se hájit, ale když nestihl do 17. července 1245 předstoupit před koncil a obhájit své jednání, nechal papež koncilem vyhlásit konstituce, které sesazovaly císaře. Tento koncil také nařídil novou křížovou výpravu (sedmou) proti Saracénům a Mongolům. Mezi další důležitá rozhodnutí patřily odvody dvacetiny z každého obročí po tři roky na podporu Svaté země a odvody poloviny příjmu obročí, jejichž tituláři v nich nesídlili alespoň šest měsíců v roce, ve prospěch Latinského císařství.
Po vyřízení hlavního sporu s císařem se papež soustředil na potírání rozličných heretických skupin. Na jeho podporu vydal 15. května 1252 bulu Ad extirpanda, která stanovila některé normy pro inkvizici. Poprvé se zde zmiňuje tortura jako způsob výslechu, prostředek, který byl v následujících staletích běžně využíván a zneužíván při výslechu obžalovanách heretiků. Zároveň však papež stanovil poměrně přísná kritéria pro vynášení konfiskačních, doživotních a hrdelních rozsudků, které inkviziční tribunál nesměl vynést bez souhlasu místního biskupa.
Zároveň ale Inocenc IV. vydal roku 1247 bulu, která zakazovala křesťanům provozovat akty zvůle vůči Židům, jakkoli je fyzicky napadat, připravovat o jmění, vyrušovat o sobotních bohoslužbách, znesvěcovat jejich pohřebiště atp. Jedná se de facto o první právní dokument, který Židy brání před nařčením z rituální manipulace s krví a krádeže dětí, což byla ve středověku rozšířená pověra.

### Papež a Praha
Podobně jako Řehoř IX. prosazoval Inocenc IV. mendikanty a schválil řeholní pravidla svaté Kláry pro řád klarisek. Také svatá Anežka Přemyslovna si podala žádost o vlastní řeholi, kterou však Inocenc stroze odmítl. Ale korespondence pokračovala. Roku 1247 papež udělil odpustky všem návštěvníkům kostela špitálního bratrstva křižovníků a 10. října 1250 udělil křižovníkům právo nosit na oděvu červený řádový odznak s křížem a hvězdou. 15. ledna 1251 Anežce do Prahy dorazil papežův dar relikvií.

### Související článek
- Dopis Güjük chána papeži Inocenci IV.